# SO-02K
ドコモ スマートフォン Xperia XZ1 Compact SO-02K（ドコモ スマートフォン エクスペリア エックスゼットワン コンパクト エスオーゼロニケイ）は、ソニーモバイルコミュニケーションズによって開発された、NTTドコモの第4世代移動通信システム（PREMIUM 4G）・第3.9世代移動通信システム（Xi）・第3世代移動通信システム（FOMA）対応端末である。ドコモ スマートフォン（第2期）のひとつ。

## 概要
SO-02Jの後継機種、グローバルモデルであるXperia XZ1 Compact(G8441)の日本国内ローカライズモデルで、NTTドコモ専売モデルである。
基本的な性能はSO-01Kとほぼ同等だが、こちらはストレージが32GBとなっており、フルセグ、HDRには対応していない。また、解像度はHD（1280×720ドット）に落としてある。
赤外線通信には非対応。
キャッチコピーは「先進機能と使いやすさを兼ね備えた極上コンパクトモデル。」。

## 主な機能
| 主な対応サービス                                                | 主な対応サービス                                      | 主な対応サービス             | 主な対応サービス                                                  |
| --------------------------------------------------------------- | ----------------------------------------------------- | ---------------------------- | ----------------------------------------------------------------- |
| タッチパネル/加速度センサー                                     | PREMIUM 4G/Xi/FOMAハイスピード/VoLTE(HD+対応)         | Bluetooth                    | DCMX/おサイフケータイ/NFC/かざしてリンク/トルカ                   |
| ワンセグ                                                        | メロディコール                                        | テザリング                   | WiFi IEEE802.11a/b/g/n/ac                                         |
| GPS                                                             | ドコモメール/電話帳バックアップ                       | デコメール/デコメ絵文字      | iチャネル                                                         |
| エリアメール/ソフトウェアーアップデート自動更新/生体認証 (指紋) | デジタルオーディオプレーヤー(WMA・MP3他)/ハイレゾ音源 | GSM/3Gローミング(WORLD WING) | フルブラウザ                                                      |
| Google Play/dメニュー/dマーケット                               | Gmail/Google Talk/YouTube/Picasa                      | バーコードリーダ/名刺リーダ  | ドコモ地図ナビ/ドコモ ドライブネット/Google Maps/ストリートビュー |

## 歴史
・2017年8月31日 ソニーモバイルコミュニケーションズよりグローバルモデル（G8441）発表。
・2017年10月18日 NTTドコモより公式発表。
・2017年11月17日 NTTドコモより発売。
・2018年6月下旬 後継機種のSO-05Kの発売に伴い販売終了。
・2019年2月5日 Android OS 9のアップデートを配信開始

## アップデート・不具合など
2017年12月19日のアップデート
- 充電中に再起動する不具合の修正。
- 「静止画歪み補正」設定機能を追加します。
- セキュリティ更新（設定メニューのセキュリティパッチレベルが2017年11月になります。）